# Hondschoote

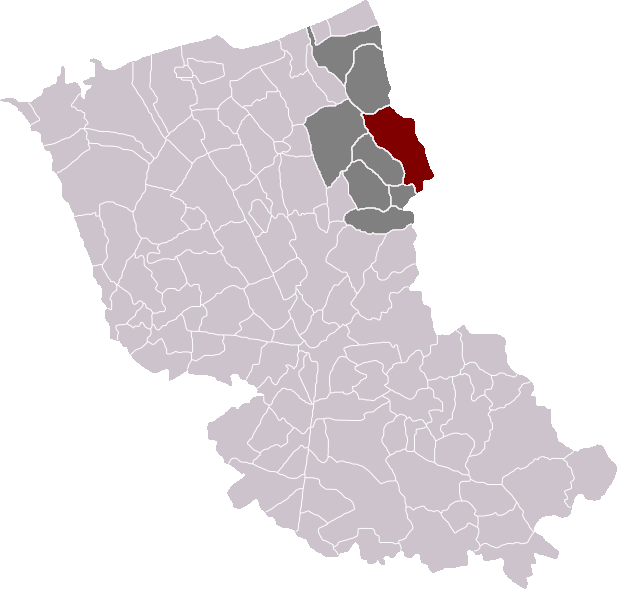
Localització de Hondschoote

Hondschoote (en neerlandès Hondschote, en flamenc occidental Oundschote) és un municipi francès, situat a la regió dels Alts de França, al departament del Nord, que forma part de la Westhoek. L'any 2006 tenia 3.803 habitants. Limita al nord-oest amb Warhem, al nord amb Les Moëres, al nord-est amb Veurne, a l'est amb Alveringem, al sud-oest amb Killem, i al sud amb Oost-Cappel.

## Demografia
| Evolució de la població Cassini i INSEE |       |       |       |       |       |       |       |       |
| 1793                                    | 1800  | 1806  | 1821  | 1831  | 1836  | 1841  | 1846  | 1851  |
| 3 386                                   | 3 168 | 3 294 | 3 823 | 3 833 | 3 903 | 3 915 | 3 971 | 3 800 |

| 1856  | 1861  | 1866  | 1872  | 1876  | 1881  | 1886  | 1891  | 1896  |
| ----- | ----- | ----- | ----- | ----- | ----- | ----- | ----- | ----- |
| 3 766 | 3 757 | 3 725 | 3 472 | 3 586 | 3 472 | 3 464 | 3 447 | 3 315 |

| 1901  | 1906  | 1911  | 1921  | 1926  | 1931  | 1936  | 1946  | 1954  |
| ----- | ----- | ----- | ----- | ----- | ----- | ----- | ----- | ----- |
| 3 365 | 3 324 | 3 319 | 3 013 | 3 016 | 2 788 | 2 776 | 3 215 | 2 767 |

| 1962  | 1968  | 1975  | 1982  | 1990  | 1999  | 2006 | 2011 | 2016 |
| ----- | ----- | ----- | ----- | ----- | ----- | ---- | ---- | ---- |
| 2 705 | 2 722 | 2 964 | 3 716 | 3 654 | 3 815 | -    | -    | -    |

| 2019 | - | - | - | - | - | - | - | - |
| ---- | - | - | - | - | - | - | - | - |
| -    | - | - | - | - | - | - | - | - |

## Administració
| Període   | Identitat     | Partit |
| --------- | ------------- | ------ |
| 1945-1981 | Daniel Peene  |        |
| 1981-2001 | Claude Gosset |        |
| 2001-     | Hervé Saison  |        |

## Galeria d'imatges

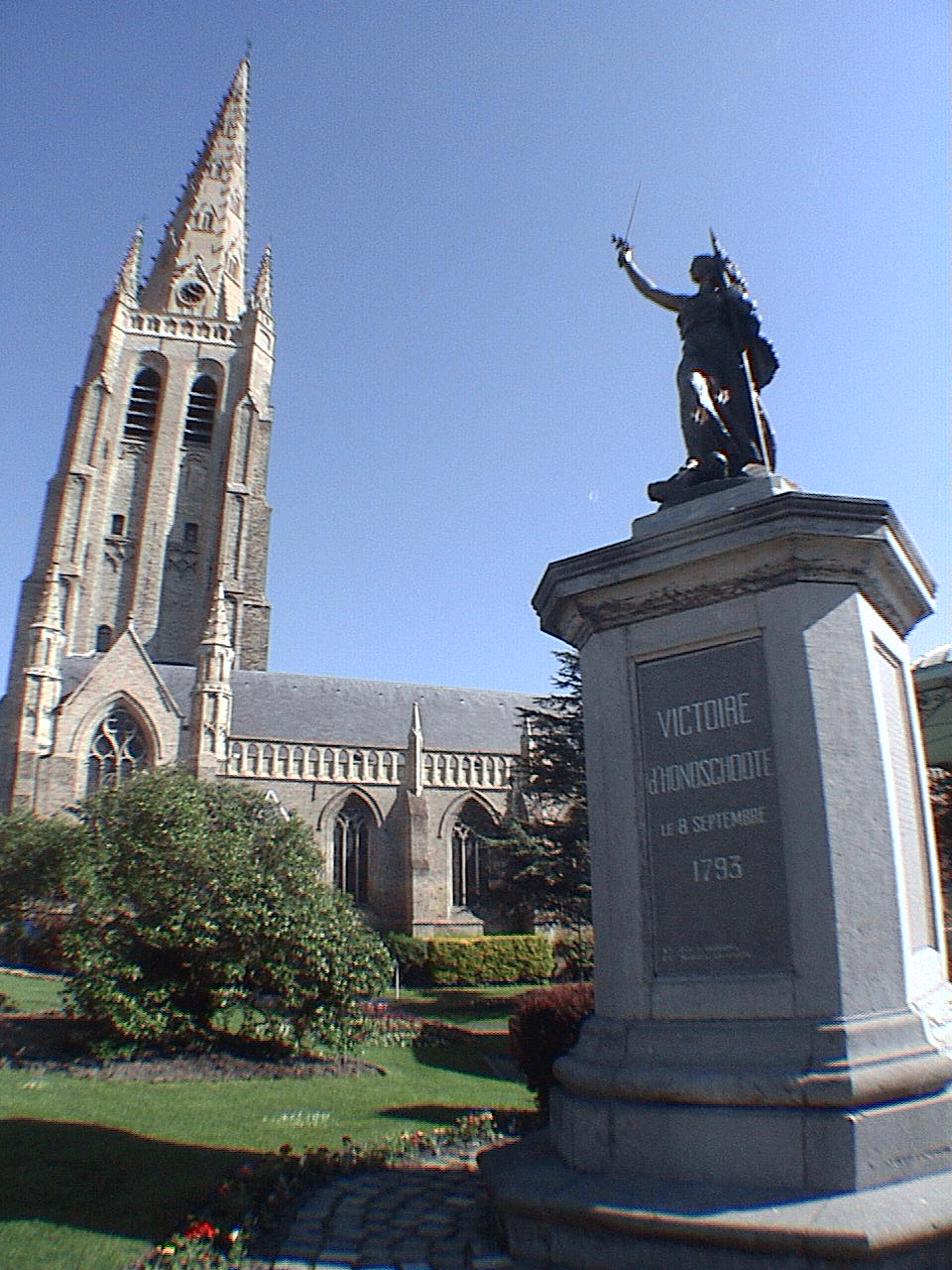
Monument commemoratiu de la Batalla d'Hondschoote
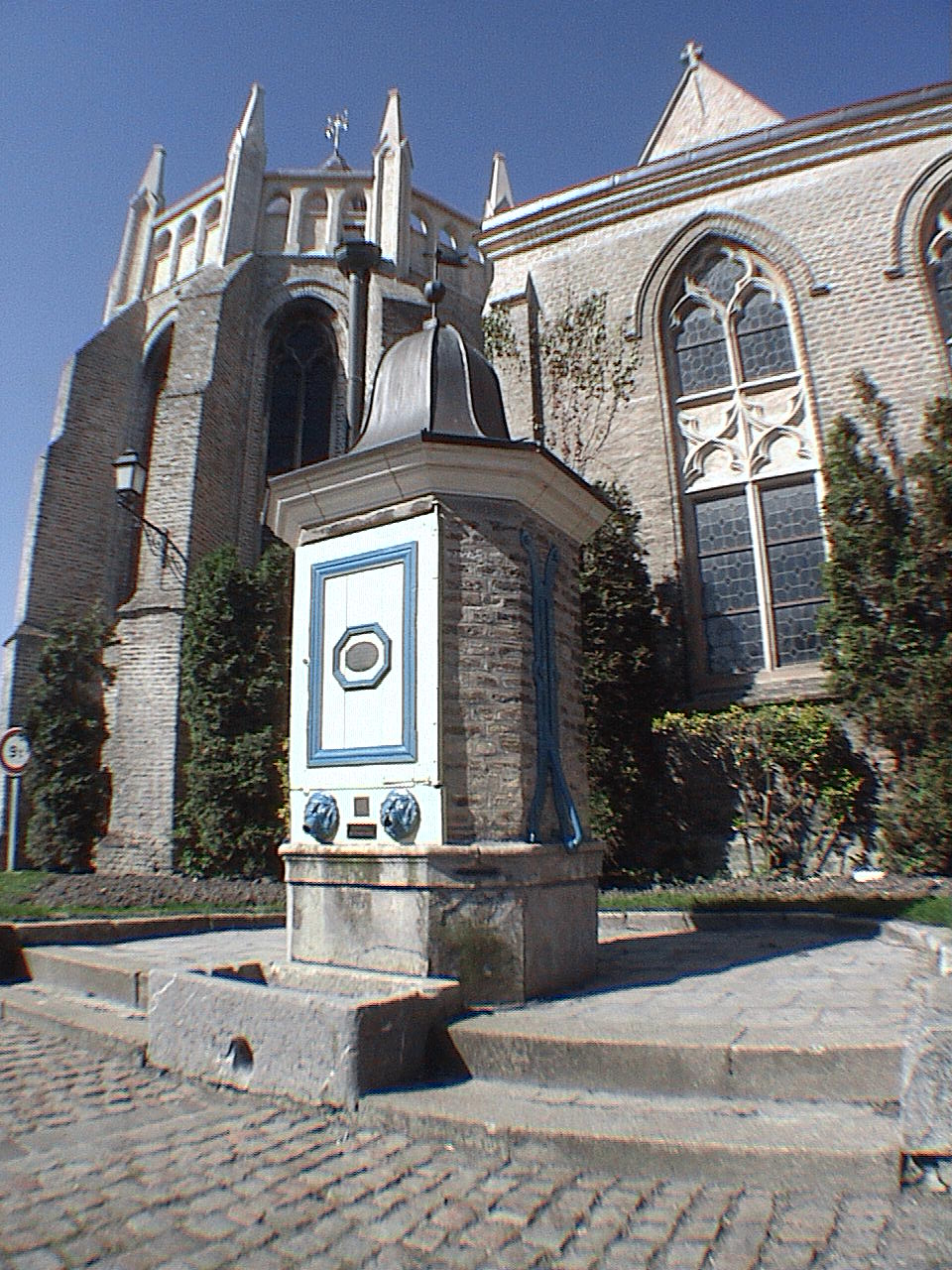
Fontaine ofert a la vila per Alphonse de Lamartine
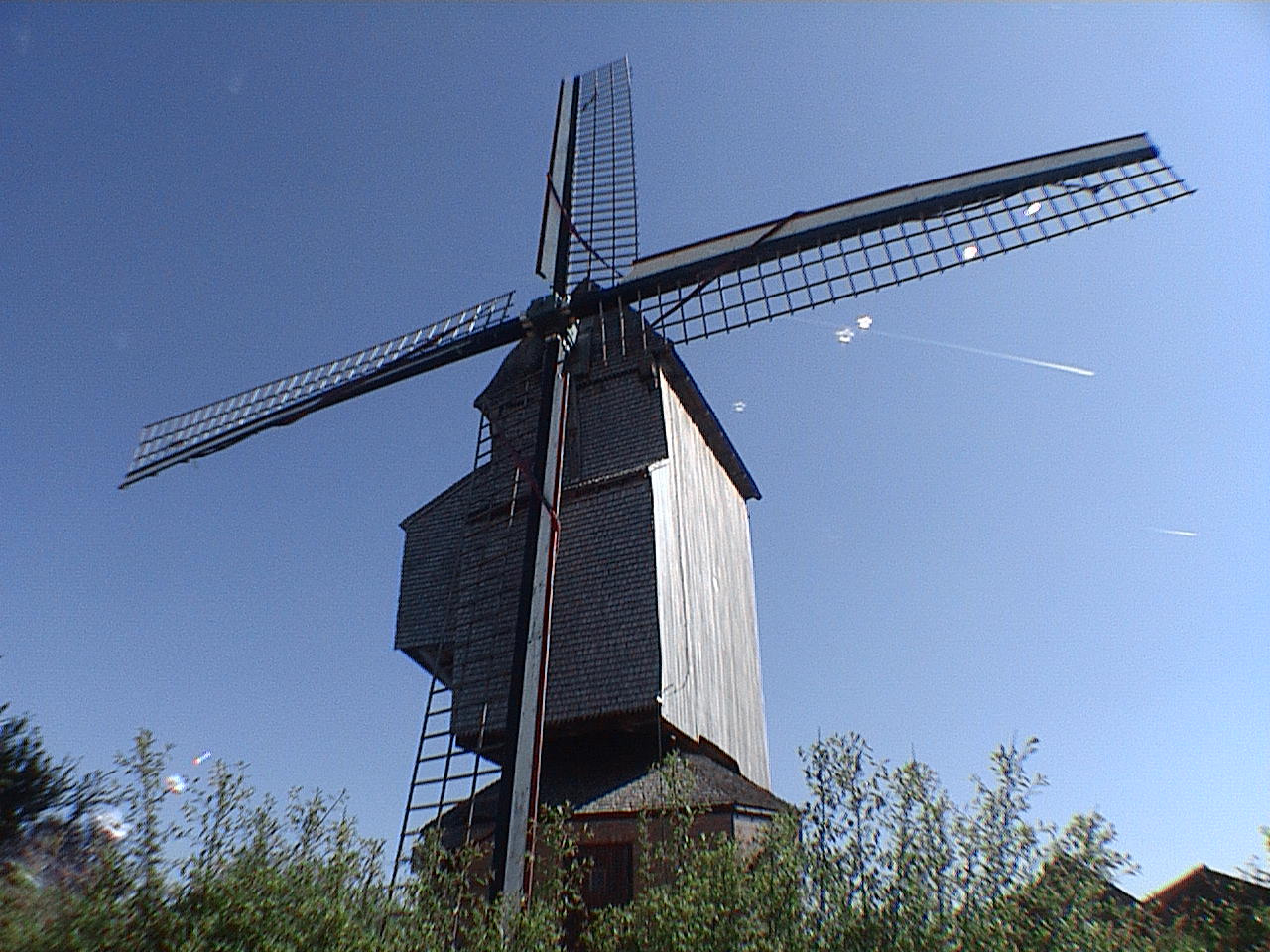
El Noordmeulen d'Hondschoote
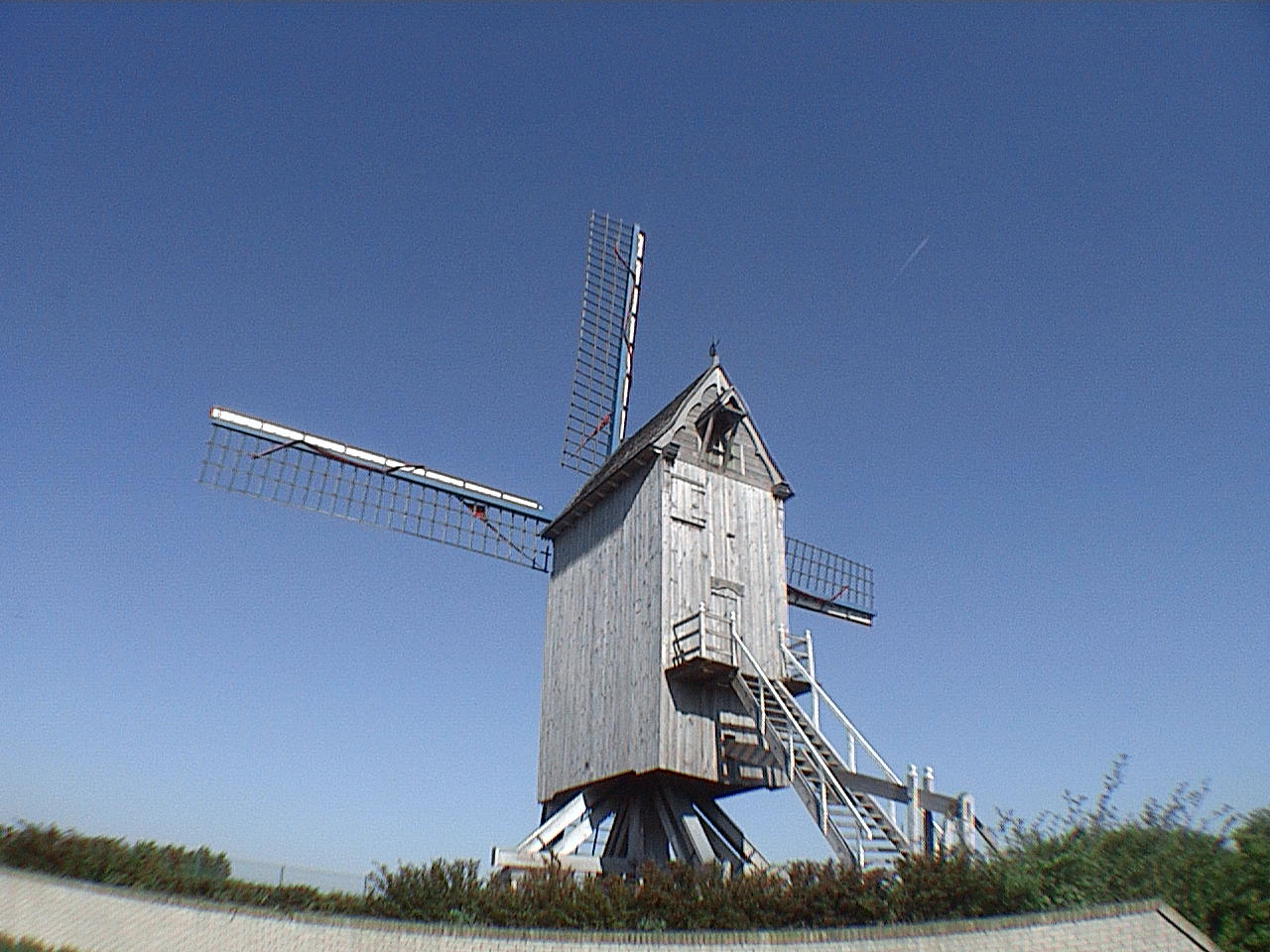
Molí Spinnewyn

## Personatges il·lustres
- Émile Coornaert, historiador i resistent
- Jules Demersseman (1833-1866) flautista i compositor.